# Бартоломью, Джон Джордж
Джон Джордж Бартоломью (англ. John George Bartholomew; 22 марта 1860  — 14 апреля 1920) — шотландский картограф и географ. Как держатель королевского ордера он использовал титул «картограф короля»; по этой причине его иногда называли эпитетом «принц картографии».

## Биография
Уроженец Эдинбурга Джон Бартоломью — наследник известной династии картографов, сын Энни МакГрегор (умерла в 1872 году) и Джона Бартоломью младшего и внук основателя компании «Джон Бартоломью и сыновья» (ныне Collins Bartholomew). Получил образование в Королевской средней школе в Эдинбурге. В 1880-х годах возглавил семейный картографический бизнес, который под его руководством стал одним из ведущих предприятий в своей области. Сам Бартоломью был не только успешным промышленником, но и талантливым географом и картографом. Именно он ввёл использование цветных контурных карт, а также предвосхитил потребности путешественников конца девятнадцатого и начала двадцатого века, опубликовав карты улиц крупных городов, велосипедные карты, карты расписания поездов и автомобильные карты. 
Джон Джордж Бартоломью признан человеком, который первым нанёс название Антарктиды на карту. Мало известно о том, что в 1886 году Бартоломью недолго рассматривал название «Антипода» для карты океанографа Джона Мюррея с изображением континента, прежде чем остановился на Антарктиде. 
Он сотрудничал с крупными научными деятелями и путешественниками того периода в проектах, связанных с их исследованиями. Изданные им атласы метеорологии и зоогеографии планировались выпустить пятитомной серией, которая так и не была завершена. Подготовленное им перед смертью первое издание Обзорного справочного атласа мира Times (Times Survey Atlas of the World) и его последующие издания являются наиболее успешным проектом атласа двадцатого века.
Джон был большим другом географа и писателя Джона Франкона Уильямса. Переписка между друзьями хранится в архиве Бартоломью в Национальной библиотеке Шотландии. Уильямс также был литературным агентом Бартоломью в Америке, Великобритании и других странах мира.
В 1889 году Бартоломью женился на Джанет Макдональд.
Передал бразды правления бизнесом своему сыну Джону (Яну) Бартоломью (1890—1962).

### Память

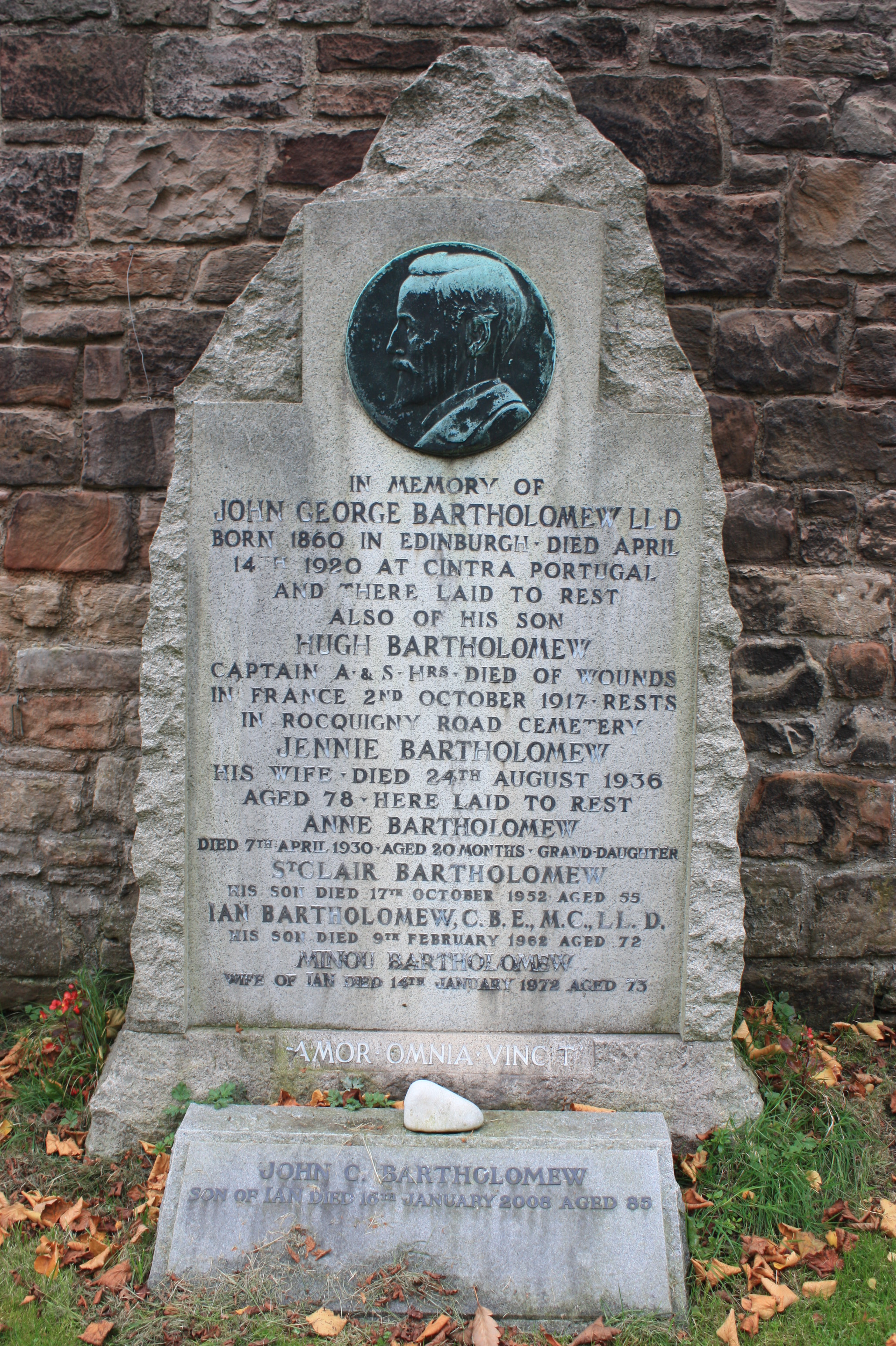
Мемориал Дж. Бартоломью, Динское кладбище

Мемориал Бартоломью, созданный Пилкингтоном Джексоном, существует на северной стене расширения 20-го века кладбища Дина в Эдинбурге. У памятника похоронены его жена Дженни, сыновья Хью и Ян Бартоломью и внук Джон Кристофер Бартоломью. Его дочь Маргарет вышла замуж за Филипа Фрэнсиса Гамильтона-Грирсона, внука сэра Филиппа Джеймса Гамильтон-Грирсона.
К столетию со дня смерти Бартоломью (14 апреля 2020 г.) Шотландия почтила его память, назвав его издателем, который «нанёс Эдинбург на карту мира».
.

## Хронология
- 1860: родился в Эдинбурге 22 марта.
- 1880: начинает работать на отца в семейном картографическом бизнесе.
- 1884: соучредитель Королевского шотландского географического общества
- 1884—1920: почетный секретарь Королевского шотландского географического общества.
- 1887: избран в Эдинбургское королевское общество.
- 1888: сменяет отца в семейном бизнесе
- 1888: избран в Королевское географическое общество.
- 1892: секретарь секции E Британской ассоциации развития науки.
- 1895: публикует обзорный атлас Шотландии.
- 1899: издает Атлас метеорологии.
- 1903: публикует свой Обзорный атлас Англии и Уэльса.
- 1905: получает золотую медаль Виктории[англ.] Королевского географического общества.
- 1909—1912: член совета  Эдинбургского королевского общества.
- 1910: назначен королевским картографом королем Георгом V.
- 1911: издает Атлас зоогеографии.
- 1918: получает медаль Хелен Карвер от Географического общества Чикаго.
- 1920: умер в Синтре, Португалия, 14 апреля.
- 1922: посмертно опубликовано первое издание Обзорного справочного атласа мира Times.